# نظرية تسلسل النيوكليوتيدات في الحمض النووي
 نظرية تسلسل النيوكليوتيدات في الحمض النووي هي من الأعمال  واسعة النطاق التي تحاول وضع الأسس التحليلية لتحديد ترتيب النيوكليوتيدات في سلسلة من الحمض النووي ، المعروف ب تسلسل الحمض النووي. الجوانب العملية لهذا العمل تدور حول تصميم وتحسين المشاريع التي تسعى لإيجاد تسلسل القواعد النيتروجينية في الاحماض النووية (المعروفة باسم "الاستراتيجية الجينومية")، وتوقع أداء هذا المشروع، واستكشاف أخطاء  نتائج هكذا تجارب وإصلاحها، وتمييز مجموعة من العوامل مثل التحيز في ترتيب القواعد النيتروجينية _ والذي يحصل مثلًا حين أخذ قراءات أكثر أو أقل من مناطق لديها محتوًى عالٍ من ال GC_ وإيجاد آثار برامج معالجة الخوارزميات على النتائج، ومقارنة مختلف طرق إيجاد تسلسل القواعد النيتروجينية مع بعضها الآخر. ومن السابق يمكن اعتبارها فرع من فروع هندسة النظم أو بحوث العمليات. الأرشيف الدائم للعمل يكون على شكل رياضي، على الرغم من أن الحسابات العددية في كثير من الأحيان تؤدي لمشاكل من نوع خاص. 
نظرية تسلسل الحمض النووي تميز بين العمليات الفيزيائية المتعلقة  بإيجاد تسلسل الحمض النووي والنظريات التحليلية  التي تستخدم لتحليل النتائج الناتجة من إيجاد تسلسل القواعد النيتروجينية: مثل تسلسل المحاذاة،حيث يجب أن لا يتم الخلط بينهما. المنشورات . ولكن في المقام الأول النظريات التحليلية لنتائج إيجاد تسلسل القواعد النيتروجينية تعتبر مسألة لوجاريتمية. نظرية التسلسل  تقوم على عناصر من الرياضيات، علم الأحياء، هندسة النظم, لذلك هي متعددة التخصصات للغاية. هذا الموضوع قد يُدرّس في سياق علم الأحياء الحسابي.